# 圣伊梅尔
圣伊梅尔（法語：Saint-Hymer，法語發音：[sɛ̃.t‿imɛʁ] ⓘ）是法国卡尔瓦多斯省的一个市镇，位于该省东部偏北，属于利雪区。

## 地理
圣伊梅尔（49°15'13"N, 0°10'24"E）面积12.32 平方千米，位于法国诺曼底大区卡爾瓦多斯省，该省份为法国西北部沿海省份，北濒大西洋英吉利海峡，东北与滨海塞纳省以海上边界相接，东临厄尔省，南至奧恩省，西与芒什省接壤。
与圣伊梅尔接壤的市镇（或旧市镇、城区）包括：欧日地区勒布勒伊、克拉尔贝克、福尔芒坦、欧日地区皮埃尔菲特、蓬萊韋克、勒镇、勒托尔凯讷。

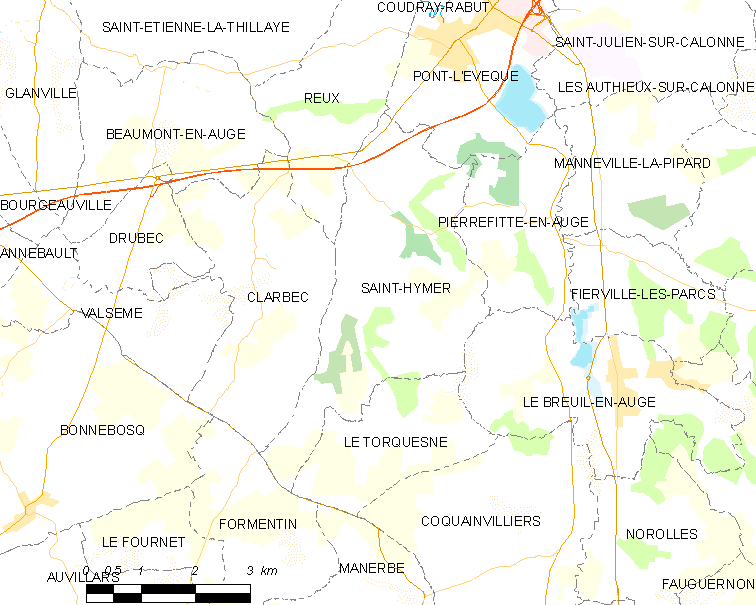
圣伊梅尔的OSM定位图

圣伊梅尔的时区为UTC+01:00、UTC+02:00（夏令时）。

## 行政
圣伊梅尔的邮政编码为14130，INSEE市镇编码为14593。

## 政治
圣伊梅尔所属的省级选区为蓬莱韦克县。

## 人口

1962-2008年间圣伊梅尔人口变化图示

圣伊梅尔于2022年1月1日时的人口数量为668人。

## 交通
卡尔瓦多斯省省道D101线、D280A线和D285在圣伊梅尔市中心交汇。

## 人口
圣伊梅尔人口变化图示
| 数据来源：INSEE |